# Alison Balsom
Alison Louise Balsom, OBE (7 de octubre de 1978) es una trompetista, arreglista, productora y educadora musical inglesa. Balsom fue galardonada como Artista del Año en los Gramophone Awards 2013. Ha ganado en tres ocasiones el Classic BRIT Awards y en otras tres el premio Echo. Fue solista en Last Night of the Proms en 2009 y directora artística del Festival de Música de Cheltenham 2019.

## Educación y primeros años
Balsom asistió a la Tannery Drift First School en Royston, Hertfordshire, donde comenzó sus lecciones de trompeta a los siete años, luego seguiría en Greneway Middle School y Meridian School, al tiempo que tocaba en la Royston Town Band, desde los 8 hasta los 15 años.Posteriormente, obtuvo su Advanced Level en el Hills Road Sixth Form College de Cambridge.
Desde los 15 a los 18 años tocó en la Joven Orquesta Nacional de Gran Bretaña y estudió en la Guildhall School of Music and Drama, donde se graduó en 2001 con matricula de honor y el Premio del Director a la nota más alta. También ha estudiado en la Real Academia Escocesa de Música y Drama y en el Conservatorio de París con Håkan Hardenberger.

## Carrera profesional
Balsom es trompetista clásica profesional desde 2001. Formó parte de la BBC Radio 3 New Generations, tiempo durante el cual interpretó gran parte del repertorio principal de conciertos para trompeta solista y orquesta con todas las orquestas de la BBC, y publicó su primer álbum con EMI Classics en 2002. En 2005 lanzó su segundo disco, Bach Works for Trumpet, como parte de un contrato con EMI Classics. En 2006, Balsom ganó el premio "al mejor artista joven intérprete de música clásica británico" en los premios Classical BRIT y  el 'Premio Classic FM Listeners' Choice Award' en los Classic FM Gramophone Awards, así como el premio 'Artista femenina del año' en los Classical BRIT Awards en 2009 y 2011.
Su tercer álbum (el segundo disco con EMI), Caprice, salió en septiembre de 2006 y su disco Italian Concertos figuró en la lista de álbumes del año del New York Times. Balsom fue solista en la Last Night of the Proms de 2009, interpretando, entre otras piezas, el Concierto para trompeta de Haydn con la Orquesta Sinfónica de la BBC y un arreglo de jazz de "They Can't Take That Away from Me" de George Gershwin con la mezzosoprano Sarah Connolly.
En colaboración con el dramaturgo Samuel Adamson, Balsom ideó Gabriel, una obra que utiliza la música The Fairy-Queen y otras piezas de Henry Purcell y George-Frideric Handel, que representó con actores, y The English Concert como parte de la temporada de verano de 2013 en el Shakespeare's Globe.
Balsom fue trompeta principal de la Orquesta de Cámara de Londres.Sobre su forma natural de tocar la trompeta, manifestó en 2014 "Llevo tocando desde que estaba en tercer curso de la Guildhall School of Music and Drama, es decir desde que tenía 21 años. Me enamoré de este instrumento tan pronto como comencé a aprenderlo, ya que da pleno sentido a toda la época barroca en cuanto al fraseo, el color y la diferencia en tonalidades y ciertas notas de la escala, algo que se pierden en un instrumento moderno como la trompeta piccolo." Es profesora invitada de trompeta en la Guildhall School of Music and Drama.
En los BBC Proms de 2014 estrenó mundialmente Joie éternelle de Qigang Chen para trompeta solista y orquesta  y el concierto para trompeta Lanterne of Light de Guy Barker en los BBC Proms de 2015. Además de 14 años de apariciones como solista en los Proms, Balsom también ha actuado en el iTunes Festival, Latitude Festival, Henley Festival, Un Violon Sur le Sable, Francia y Wege durch das Land, Alemania.
En 2014, Balsom fue elegida como uno de los 27 artistas (entre los seleccionados estaban Stevie Wonder, Elton John, Florence Welch y Sam Smith) para protagonizar una de las primeras transmisiones de BBC Music, una extravagante versión del clásico de los Beach Boys de 1966, "God Only Knows", bajo el nombre "The Imposible Orchesta". Este tema supuso la primera colaboración entre los sellos Warner, Sony y Universal Music. 
Balsom sucedió a Richard Rodney Bennett como presidenta de Deal Kent Festival en 2015. Fue directora artística del Festival de Música de Cheltenham en 2019, cargo que dejó en julio de 2019 para concentrarse en la interpretación y grabación musical. 

## Premios y reconocimientos
- Artista del año, Gramophone Classical Music Awards, 2013.[14]
- Nordoff Robbins O2 Silver Clef Award, 2014.
- Best Female Artist, Classical BRIT Awards, 2009,[15]2011.[16]
- Classic FM Listeners' Choice Award, Classic FM Gramophone Award 2006.
- Young British Performer, Classical BRIT Awards, 2006.
- Premio Feeling Musique a la calidad del sonido en el 4º Maurice André International Trumpet Competition.
- Concerto finalista en el BBC Young Musicians Competition,1998.

Balsom fue nombrada Oficial de la Orden del Imperio Británico (OBE) en los Honores de Cumpleaños de 2016, por sus servicios a la música. Ha sido galardonada con doctorados honorarios de la Universidad de Leicester (2015)y de la Universidad Anglia Ruskin y es miembro honorario de la Guildhall School of Music and Drama.

## Vida personal
Tiene un hijo con el director de orquesta inglés Edward Gardner.En 2017 se casó con el director de cine Sam Mendes. Su hija nació en septiembre de 2017.

## Discografía
- Music for Trumpet and Organ (EMI Classics Debut, 2002).
- The Fam'd Italian Masters (Hyperion, 2003), con Crispian Steele-Perkins.
- Bach works for Trumpet (EMI Classics, 2005).
- Caprice (EMI Classics, 2006).
- Haydn and Hummel Trumpet Concertos (EMI Classics, 2008).
- Italian Concertos (EMI Classics, 2010).
- Haydn and Hummel concertos / Albinoni's Oboe Concerto Op. 9 No. 2  para trompeta / Vivaldi's Violin Concerto Op. 3 No. 9,  para trompeta y trío instrumental (BBC Music Magazine, 2010).
- Seraph: Trumpet Concertos by Arutiunian, MacMillan, and Zimmerman (EMI Classics, 2012).
- Alison Balsom (EMI Classics, 2012).
- Sound the Trumpet: Royal Music of Purcell and Handel, comercializada también como Kings & Queens (EMI Classics, 2012), y Sound the Trumpet-Gabriel Edition (Warner Classics, 2013).
- Paris (Warner Classics, 2014).
- Légende (Warner Classics, 2016).
- Jubilo (Warner Classics, 2016) - Christmas Album incluye conciertos de Fasch, Bach, Torelli y Corelli.
- Royal Fireworks (Warner Classics, 2019).
- Magic Trumpet (Warner Classics, 2020).
- Quiet City (Warner Classics, 2022).
- Baroque Concertos (Warner Classics, 2024).